# Presidente Getúlio
Presidente Getúlio är en kommun i Brasilien.   Den ligger i delstaten Santa Catarina, i den södra delen av landet, 1 300 km söder om huvudstaden Brasília. Antalet invånare är 14 886.
I omgivningarna runt Presidente Getúlio växer i huvudsak städsegrön lövskog. Runt Presidente Getúlio är det ganska tätbefolkat, med 70 invånare per kvadratkilometer.